# 니콜로 피치니노

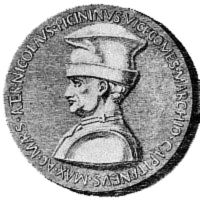
초상화.

니콜로 피치니노(이탈리아어: Niccolò Piccinino (1386년 – 1444년 10월 15일)는 이탈리아의 콘도티에로이다.

## 생애
피치니노는 도살업자의 아들로 페루자에서 태어났다.
그는 당시에 자신의 고객을 위해 페루자와 싸우던 브라초 다 몬토네 밑에서 군인 경력을 시작했으며, 상관이 사망한 후, 몬토네의 아들인 오도(Oddo)와 잠시 함께 하고나서, 브라초 가문의 콘도타 지도자가 되었다. 피렌체 공화국 하에서 짧은 계약 기간을 거친후, 그는 밀라노 공작(1425년)인 필리포 마리아 비스콘티에게 갔고, 그는 니콜로 포르테브라초와 함께 롬바르디아 전쟁 동안 피렌체, 베네치아, 교황 에우제니오 4세 동맹을 상대로 싸웠다.
델레비오 전투 (1432년 11월 19일)에서 베네치아인들에게 승리를 거두고, 카스텔 볼로녜세(Castel Bolognese, 1434년)에서 교황령 군대를 패배시켰다. 프란체스코 스포르차 하의 또다른 교황군에게 패배하고 피오르디몬테(Fiordimonte)에서 포르테브라초를 전사시킬때, 피치니노는 유일한 비스콘티 군대를 이끌고 떠나, 배신을 하고 로마냐 지역의 도시들을 상대로 공성전을 벌인 스포르차를 상대로 일련의 전투를 벌였다.

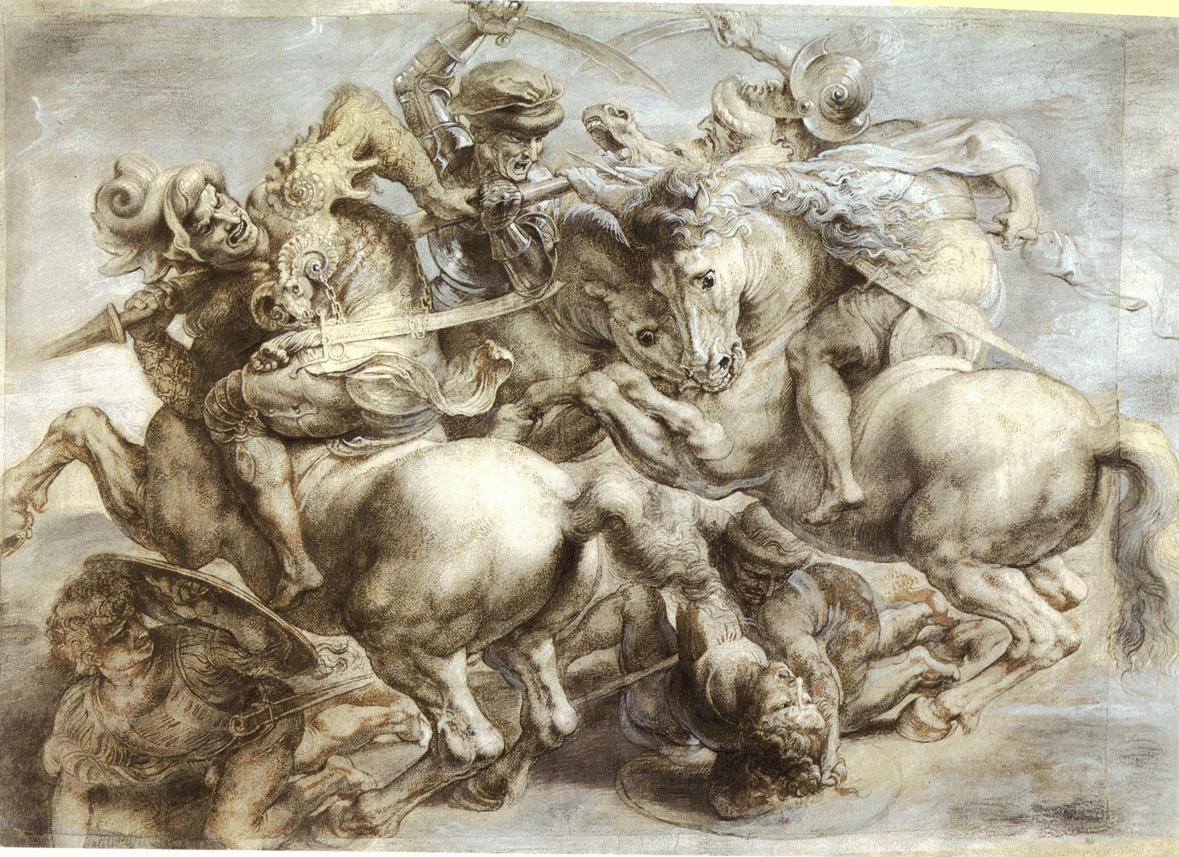
레오나르도 다 빈치의 "안기아리 전투"의 페테르 파울 루벤스 복제품. 전해진 바에 의하면, 니콜로 피치니노는 왼쪽에서 두 번째 기수이다.

베네치아와 밀라노 사이에 전쟁 동안인 1438년에 피치니노는 롬바르디아의 브레시아를 점령하려던 필리포 마리아 비스콘티의 밀라노 공국을 위해 싸웠고, 베네치아를 위해 싸우던 스카라무차 다 포를리는 브레시아에 벌어지던 공성전을 성공적으로 저지했다. 1439년에 피치니노는 그때 베네치아 군에서 일했던 스포르차를 상대로 롬바르디아에서의 전투에서 여러 성공을 거뒀다.
피치니노는 다른 콘도티에로처럼 그만의 영지를 마련하기 위해 움브리아로 자신을 보내야한다고 밀라노 공작을 설득시켰다. 그는 안기아리 전투에서 스포르차에게 패배하였다. 롬바르디아세서 다시 전쟁이 발발하자, 피치니노는 스포르차를 패배시키고 마르티넨고(Martinengo)에서 포위하였고, 스포르차의 포로 대가로 비스콘티 가문에게 피아첸차(Piacenza)의 군주를 요구했다.
공작의 답변에는 스포르차와 휴전이 포함되어있었고; 나중에 교황령을 수호할것 이라고 공언하던 스포르차는 마르케에 그의 힘을 키워갔던 그는 교황과 나폴리 왕에 피치니노에게 군대 통솔권을 내준 비스콘티 가문의 두려움까지도 키워갔다. 스포르차는 마르케에서 돌아왔지만, 몬테라우로(Montelauro)에서 피치니노에게 패배했고, 스포르차를 상대로 저항하기 위한 노력을 하던 와중에, 피치니노가 갑작스럽게 밀라노로 불려갔고, 그의 군대는 그가 부재한 사이에 패배했고, 피치니노는 부상과 비탄속에 1444년에 사망했다.
키가 작고, 젋은발이에 병약했던 그는 무모할정도로 용맹했고, 놀라울 정도로 지략이 넘쳤고, 패배에 절대로 압도당하지 않았었다. 그는 잔인하면서도 기만했고, 자신의 권력을 키우는데는 관심이 없었다. 피치니노는 둘다 콘도티에로인 야코포와 프란체스코 두 아들을 두었다.